# 940 Kordula
940 Kordula је астероид. Приближан пречник астероида је 87,21 , 
а средња удаљеност астероида од Сунца износи 3,361 астрономских јединица (АЈ). 
Инклинација (нагиб) орбите у односу на раван еклиптике је 6,213 степени, а орбитални период износи 2250,772 дана (6,162 година). Ексцентрицитет орбите астероида износи 0,177. 
Апсолутна магнитуда астероида износи 9,55 а геометријски албедо 0,035.
Астероид је откривен 10. октобра 1920. године.